# The Red Chord
The Red Chord — одна из первых дэткор-групп, образованная в 1999 году в городе Ревир, штат Массачусетс. В состав группы входят вокалист Гай Козовик, гитарист/вокалист Майк «Gunface» МакКенз, басист Грег Викз и барабанщик Майкл Джастен. За всю свою карьеру The Red Chord выпустила четыре студийных альбома, участвовала в турах Северной Америке, Европе и Японии. The Red Chord является одной из наиболее влиятельных дэткор-групп: комбинируя дэт-метал и грайндкор, музыканты выработали собственное звучание, значительно повлияв на формирование дэткора как самостоятельного жанра.

## История
Группа образовалась в 1999 году вокалистом Гаем Козовиком и гитаристом Кевином Ремпелбергом. Год спустя к группе присоединились второй гитарист и вокалист Майк "Gunface" МакКенз, бас-гитарист Адам Вентворт и барабанщик Майк Юстиан. Название группы происходит от оперного спектакля Рубана Берга, в котором психически нездоровый человек перерезает горло своей возлюбленной, а затем возвращается к своему нормальному состоянию и спрашивает: «Любовь моя, что это за красный шнур у тебя на шее?»
Дебютный альбом Fused Together in Rotating Doors был записан с продюсером Эндрю Шнайдером в декабре 2001 года и выпущен лейблом the Robotic Empire record. С дебютным альбомом The Red Chord получила значительную поддержку поклонников.

## Участники

### Текущий состав
- Гай Козовик — вокал (1999-настоящее время)
- Майк МакКенз (Gunface) — гитара, вокал (2000-настоящее время)
- Грегори Уикс — бас-гитара (2004-настоящее время)
- Тим Бролт — ударные (2014-настоящее время)

### Бывшие участники
- Кевин Ремпелберг — гитара (1999—2005)
- Майк Джастин — ударные (2000—2004, 2010—2011)
- Адам Уэнтворт — бас-гитара (2000—2004)
- Джон Доу — ударные (2004)
- Джон Лонгстрет — ударные (2004)
- Брэд Фикейсен — ударные (2004—2010)
- Майк Келлер — гитара (2007—2008)
- Джон Райм — ударные (2011)

## Дискография

### Студийные альбомы
- Fused Together in Revolving Doors (2002)
- Clients (2005)
- Prey for Eyes (2007)
- Fed Through the Teeth Machine (2009)

### Официальные видеоклипы
- «Antman» (2005)
- «Blue Line Cretin» (2005)
- «Black Santa» (2006)
- «Fixation on Plastics» (2006)
- «Dread Prevailed» (2007)
- «Demoralizer» (2009)